# Angelstads socken
Angelstads socken i Småland ingick i Sunnerbo härad i Finnveden, ingår sedan 1971 i Ljungby kommun och motsvarar från 2016 Angelstads distrikt i Kronobergs län.
Socknens areal är 124,61 kvadratkilometer, varav land 89,95. Socknens areal utgjorde 25 828 tunnland enligt gamla ytmått varav 8 360 tunnland på 1800-talets mitt utgjordes av sjöar och kärr. År 2000 fanns här 267 invånare. Tätorten Angelstad med sockenkyrkan Angelstads kyrka ligger i socknen. 

## Administrativ historik
Angelstads socken har medeltida ursprung. 
Vid kommunreformen 1862 övergick socknens ansvar för de kyrkliga frågorna till Angelstads församling och för de borgerliga frågorna till Angelstads landskommun. Landskommunen uppgick sedan 1952 i Annerstads landskommun som sedan i sin tur 1971 uppgick i Ljungby kommun.
1 januari 2016 inrättades distriktet Angelstad, med samma omfattning som församlingen hade 1999/2000.  
Socknen har tillhört samma fögderier och domsagor som Sunnerbo härad. De indelta soldaterna tillhörde Kronobergs regemente, Ljungby kompani och Smålands grenadjärkår Sunnerbo kompani.

## Geografi
Angelstads socken ligger öster om Bolmen och norr om Kösen. Socknen är en kuperad mossrik skogsbygd med odlingsbygd vid Bolmen och Kösen. Angelöstad är kuperat, i norra delen och i sydvästra delen och höjden uppgår till 192 resp. 186 m ö. h. De odlade delen av socknen omges av skogsmarker, vidsträckta hedar och mossar. Socknen var delvis beväxt med lövskog, mest vid sjöarna Bolmen, Lillasjö och Kösen. Jordmånen består huvudsakligen av krosstensgrus, oftast rik på sten och hårdbrukat men ger rätt bra skördar trots detta.
Kåtån, som rinner mellan Flyxen och Kösen, och är cirka 27 kmlång. Vid ån låg förr flera kvarnar. Det var också härifrån som Angelstad försågs med elektrisk ström 1922.

## Historia
Angelstads kyrka nämns i skriftliga källor 1369.  Kyrkan uppfördes troligen under senare delen av 1100-talet. Kyrkogårdens äldsta gravvård är Petrus Magnis grav, som var häradsprost 1581-1604. Den ursprungliga bybebyggelsen i Angelstad låg runt kyrkan och längs den före detta järnvägen. Laga skiftet i Angelstad by ägde rum på 1840-talet. På lagaskifteskartan är kyrkogården utritad med en stenmur och i kyrkogårdens nordöstra hörn fanns en klockstapel utritad.
Till kyrkan är en sägen knuten som handlar om den skotske riddersmannen Ebbe Skammelson. Skammelson hade enligt sägnen dödat sin fästmö och dennes mor och begivit sig till Rom i bojor för att få förlåtelse för sina gärningar. Han botgöring blev att tillbringa en natt på Bolmens alla 365 öar. På den äldre kyrkogården finns där en sten där Skammelson föll död och bojorna hade fallit av honom. Skammelsons bojor förvaras i kyrkan.

## Rya, Ularp, Värset och Djurarp
Byarna Rya, Ularp, Värset och Djurarp väster om sjön Kösen representerar bygder med förhistorisk bakgrund vars bebyggelseutveckling kan spåras med hjälp av namnformer, fornlämningsmiljöer och byggnadskultur. Förändringarna under 1800-talet är fortsatt spårbara i byggnader. De fyra byarna ligger på parallella åshöjder. Västerut ligger Värset och Rya med ensamgården Kärragården mellan byarna. Byarna ligger vid vägen mellan Skeen och Angelstad. Det är den gamla landsvägen kantad av milstenar, som löper utmed en gles rad av gårdar på markerade åskrönet. Byarna har utvecklats ut små enheter. Värset hade vid medeltiden slut två hemman. Kärrgården var ensamgård liksom Rya. De östra byarna Ularp och Djurarp bestod av tre respektive ett halvt hemman då medeltiden slutade. På 1700-talet brukades de olika hemmanen av flera bondefamiljer. 19 bönder fick vid laga skiftet på 1840-talet finna sig i  ett antal hemmansklyvningar och utflyttningar till nya gårdstomter. Dagens bebyggelse är präglad av denna process. Flera mangårdsbyggnader  uppfördes vid mitten av 1800-talet eller strax därefter. Gårdarna  i Värset, Ularp och Djurarp är byggda som traditionella parstugor eller dubellkammarstugor ibland med senare verandor. Byggnader har ofta rik snickarglädje med lövsågade detaljer, speciellt i Ularp och Djurarp.  Den spridda bebyggelsen är orsak av laga skiftet och senare hemmansklyvningar. men fortfarande finns ett antal gårdar kvar på ursprungliga tomter. 
Höjderna  med morän väster om Kösen har dragit till sig bebyggelse sedan stenåldern. Mer permanenta bosättningar har funnits sedan bronsåldern. Järnålderns bebyggelsebild liknar den som framträder i historiska källor. Fornlämningar tyder på två järnåldersbosättningar,en i Värset och en i Rya. Från dessa har två ytterligare två tillkommit under medeltid eller sen järnålder, byarna Ularp och Djurarp som på medeltiden blev fullt utbildade gårds- och byenheter. Odlingslandskapet är av typen mellanbygd. Sammanhängande och nu väl stenröjda odlingsmarker med mellanliggande lövskogspartier och betesmarker. Gårdsägornas skiftesgränser tvärs över höjdryggarna formas av stenmurar.

## Bolmstad
Bolmstad ligger på ett näs mellan Bolmen och Lillasjö. Området har en flack terräng med regelbundet åkerarealer. Vid Bolmen utgörs gränsen för odlingslandskapet av ett bälte med lövskog med inslag av betesmark. Lövskogen dominerar vegetationen med inslag av barrskog.

### Säteriets historia
Bolmstad uppstod antagligen som by under vikingatiden vilket namnformen och gravfältet i norra delen av Bolmstad talar för. En viss kontinuitet i bosättningen har funnits från stenålder,
Bolmstad nämns i skrift redan 1319 Bolmstadh förledet efter sjön Bolmen. 1418 erkände konung Erik av Pommern Jöns Karlsson som ägare av Bolmstadhe i Sunnerbo. Redan på 1300-talet och vid början av 1400-talet är väpnaren Nils Knutsson herre till en sätesgård i Bolmstad, Under 1500-talet omtalas sätesgården Bolmstad med väpnaren Lasse Persson av släkten Hård af Segerstad som ägare. Tre andra frälsehemman införlivades bi byn men sedan råkade säteriet i förfall.1607 hade säteriet byggt upp igen och 1637 omfattades byns samtliga sju gårdar. 1680  hade Bolmstad åter förfallet och sätesfriheten upphävdes. 1684  var säteriet åter nybyggt och sätesfriheten återvanns. Under 1690-talet var sätesgården Bolmstad en del av byn med sju hemman. Två gårdar av de sju var avhysta för säteriets etablering. Två hemmanen  var ”rå och rörshemman”  inom säteriets gränser. Två andra gårdar i byn brukades under annat frälsegods. Det sjunde  hemmanet tillhörde kronan.
Samtliga gårdar i byn hade ett gemensamt inägogärde med åkrar och ängar. Även andra enheter som Laggaretorp norr om Lillesjön hade del i detta stora gärde med inägor. Omfattningen sammanföll med de delar av landskapet som idag är beväxta med lövskog. De tidigare ljunghedarna och bokskogarna som var utmark har idag barrskog. Säteriets slukade under sin utveckling samtliga landbogårdar.

### Kulturhistoriska värden
Bolmstad är ett mindre landskapsavsnitt med gårdsbyggnader av blygsamma dimensioner som är typiska för Småland medan formerna i landskapet med sina rätvinkliga vägar, alléer och ordnade reglerade åkerarealer förstärker intrycket. Herrgårdens centrala delar består av huvudbyggnad, en bostadsflygel, ladugård och flera andra ekonomibyggnader. Bolmstads huvudbyggnad har en nedervåning som är mycket gammal medan den övre våningen uppfördes av  Tornérhielm.  Han ägde Bolmstad 1839— 1855. Flera stora stentippar återfinns i anslutning till åkrarna. Områdets fornlämningar är få men representerar en stor delen av områdets förhistoria. En undersökning 2006 återfann en stenåldersboplats. Inom området finns några rösen varav ett med en hällkista från sen stenålder. Hällkistans takhällar bortfördes 1900 för att bli tak på en potatiskällare. Röset kallas Drakeröret. Den vanligaste typen av fornlämningar, röjningsröseområden finns i Bolmstads östra delarna. På ett av dessa röjningsröseområden finns skålgropar på ett stenblock. I norra delen har ett mindre järnåldersgravfält med sju stensättningar dokumenterats. Gårdstomter från ödelagda hemman efter att bebyggelsen avhysts då säteriet bildades är intressanta fornlämningar i området.

## Mantal befolkning och skola
Socknen hade 35 mantal enligt de äldre jordeböckerna, därav 17 skattehemman, 3 1/2 kronohemman och 14 7/8 frälsehemman. Folkmängden var 1810 866 invånare, 1840 1 128 och 1856 1 285 invånare. Folkmängden har fortsatt att vara relativt stabil med 1041 år 1950 inom församlingens område och fram till 2021, då den var 1098 invånare. Som störst var befolkningen strax över 1500 och den har alltså inte minskat så mycket andra landsförsamlingar.  Näringarna fram till 1900-talet var i huvudsak åkerbruk och boskapsskötsel, även för försäljning. Socknen inrättade efter folkskolestadgan en ambulatorisk skola med 1 lärare. 1856 hade  skolundervisningen 75 gossar och 59 flickor i skolan och 2 barn undervisades i hemmet. Skolan var indelad i 4 rotar som vardera hade drygt 9 veckors undervisning.

## Fornminnen
Några stora järnåldersgravfält (som Rya kullar) är kända. Även gravrösen från bronsåldern finns här.

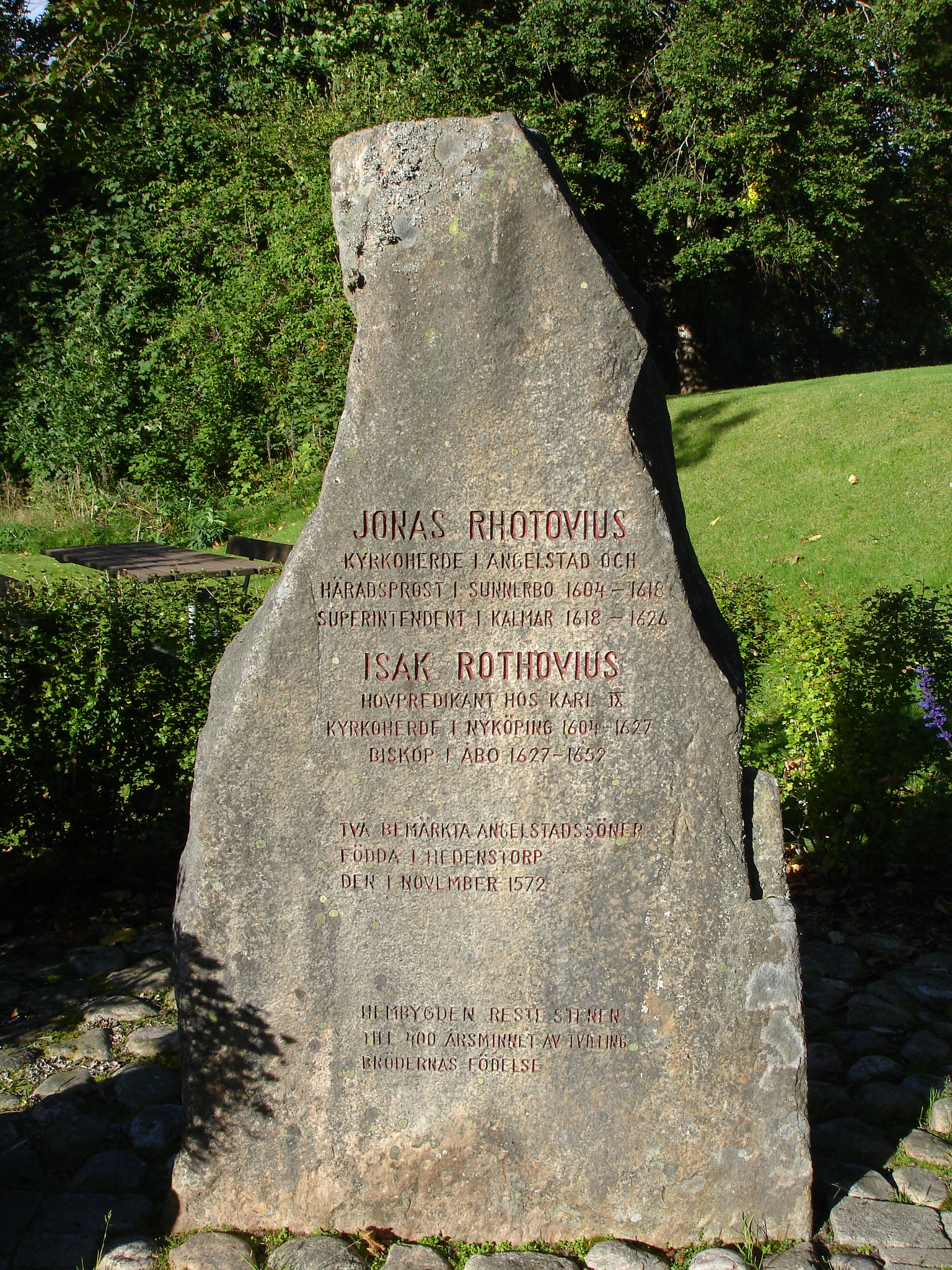
Minnessten över bröderna Rothovius

## Personer från bygden
Georgius Marci (1540–1613), var en svensk sjökapten, hovpredikant hos Johan III, superintendent över fältkleresiet och kyrkoherde i Annerstad socken.
Utanför sockenstugan, vänd mot kyrkan, finns en minnessten över tvillingbröderna Jonas Rothovius (1572–1625) och Isak Rothovius (1572–1652) från Hedenstorps by. Rikskanslern Axel Oxenstjerna uppfostrade Isak, som blev biskop i Åbo, och Jon(as) blev superintendent i Kalmar. Minnesstenen restes 1973. 
Konstnären Ragnar Person, RP, (1905–1993) föddes i Angelstad.

## Namnet
Namnet (1369 Angulstadha), taget från kyrkbyn, har ett förled som troligen har sitt ursprung i ett mansnamn Angul. Efterledet stad betyder ställe.

### Fotnoter
1. 1 2 3  Svensk Uppslagsbok Angelstads socken
2. 1 2  Harlén, Hans; Harlén Eivy (2003). Sverige från A till Ö: geografisk-historisk uppslagsbok. Stockholm: Kommentus. Libris 9337075. ISBN 91-7345-139-8
3. ↑  Administrativ historik för Angelstad socken (Klicka på församlingsposten). Källa: Nationella arkivdatabasen, Riksarkivet.
4. 1 2  Sjögren, Otto (1931). Sverige geografisk beskrivning del 2 Östergötlands, Jönköpings, Kronobergs, Kalmar och Gotlands län. Stockholm: Wahlström & Widstrand. Libris 9939
5. 1 2 3  Nationalencyklopedin
6. ↑  ”Angelstadsrundan”. Angelstada henbygdsförening. http://www.angelstad-hembygd.se/rundan.pdf. Läst 30 maj 2023.
7. ↑  ”Bebyggelseregistret (BeBR) - Riksantikvarieämbetet”. bebyggelseregistret.raa.se. https://bebyggelseregistret.raa.se/bbr2/byggnad/visaHistorikText.raa?byggnadBeskrivningId=21720000082502&byggnadId=21400000442599&historikId=21000001877019. Läst 30 maj 2023.
8. ↑  [https://web.archive.org/web/20230525204443/https://www.ljungby.se/globalassets/dokument-och-innehall/bo-och-bygga/bygga-och-riva/ljungby-kommuns-kulturmiljoprogram.pdf ”KULTURMILJÖPROGRAM FÖR LJUNGBY KOMMUN
Fördjupning av översiktsplan för Ljungby kommun”]. Ljungby kommun. sid. 106-109. Arkiverad från originalet den 25 maj 2023. https://web.archive.org/web/20230525204443/https://www.ljungby.se/globalassets/dokument-och-innehall/bo-och-bygga/bygga-och-riva/ljungby-kommuns-kulturmiljoprogram.pdf. Läst 30 maj 2023.
9. ↑  ”Bolmstad”. Länsstyrelsen Kronoberg. https://www.lansstyrelsen.se/kronoberg/samhalle/kulturmiljo/kulturmiljoprogram/ljungby-kommun.html. Läst 30 maj 2023.
10. ↑  ”55 (Historiskt-geografiskt och statistiskt lexikon öfver Sverige / Första Bandet. Inledning samt Text A och B)”. runeberg.org. https://runeberg.org/hgsl/1/0121.html. Läst 30 maj 2023.
11. ↑  Fornlämningar, Statens historiska museum: Angelstads socken
12. ↑  Fornminnesregistret, Riksantikvarieämbetet: Angelstads socken Fornminnen i socknen erhålls på kartan genom att skriva in sockennamn (utan "socken") i "Ange geografiskt område"
13. ↑  Jenny Svensgård. ”Angelstads kyrkogård Sunnerbo kontrakt Växjö stift”. Smålands museum rapport 2007:105. https://www.bebyggelseregistret.raa.se/bbr2/show/bilaga/showDokument.raa;jsessionid=4E6107117C2398739357B5ACDBE18A25.lx-ra-bbr?dokumentId=21000001827586&thumbnail=false. Läst 30 maj 2023.